# Церковь Пресвятой Девы Марии Небесной (Шанхай)
Церковь Пресвятой Девы Марии Небесной (кит. 息焉堂) — католическая церковь, находящаяся в Шанхае, Китай. Церковь Пресвятой Девы Марии Небесной является историко-архитектурным памятником, охраняемым государством и сокафедральным собором епархии Шанхая. Церковь располагается рядом с шанхайским зоопарком.

## История
Церковь Пресвятой Девы Марии Небесной была построена в 1931 году в редком для материкового Китая византийском стиле. В 1933 году, когда Святым Престолом был учреждён Апостольский викариат Шанхая, церковь Пресвятой Девы Небесной Царицы была возведена в ранг собора этой католической церковной структуры. В 1950 году апостольский викариат Шанхая был преобразован в епархию, кафедральным собором которой стала церковь святого Игнатия Лойолы.
Во время культурной революции храм был конфискован. В 1994 году церковь была внесена в государственный список выдающихся архитектурных памятников. В 2008 году он был снова возвращён епархии Шанхая, но часть ещё сохранившегося католического кладбища в настоящее время находится на территории шанхайского зоопарка.